# Coppa Italia di Serie A2 2017-2018 (calcio a 5)
La Coppa Italia di Serie A2 2017-2018 è stata la 19ª edizione della manifestazione riservata alle formazioni di Serie A2 di calcio a 5. Dopo dodici anni, la formula del torneo è stata modificata per bilanciare l'esiguo numero di gare del campionato. La partecipazione è stata perciò allargata alle squadre giunte al termine del girone di andata nelle prime otto posizioni di entrambi i gironi.

## Formula
Nella prima fase gli incontri sono disputati in gara unica in casa della squadra meglio classificata. È dichiarata vincente la squadra che ottiene il maggior punteggio. In caso di parità, si giocano due tempi supplementari di 5 minuti ciascuno. Qualora anche al termine di questi le squadre risultino in parità, si procede all'effettuazione dei tiri di rigore. Anche la fase finale, disputata in sede unica, prevede gare a eliminazione diretta nelle quali il vincitore è determinato mediante le medesime modalità. Inspiegabilmente fanno eccezione le due semifinali nelle quali, in caso di parità al termine dei tempi regolamentari, la vincente è determinata direttamente dai tiri di rigore.

## Partecipanti
Alla corrente edizione partecipano le otto squadre giunte nelle prime otto posizioni di entrambi i gironi al termine del girone di andata. La maggioranza delle società qualificate sono al debutto assoluto: solamente Arzignano, Bisceglie, Olimpus, Orte e Sestu hanno già preso parte ad almeno una edizione del torneo.

## Prima fase
Gli abbinamenti sono stati predeterminati all'inizio della stagione in base alla posizione in classifica occupata dalle società al termine del girone di andata. Gli incontri del primo turno si sono disputati il 13 gennaio 2018.

### Primo turno
| Arbitri: | Pasquale Marcello Falcone (Foggia) Paolo Lapenta (Moliterno) |
| Crono:   | Gianluca Rutolo (Chieti)                                     |

|                                                                                               |           |                                                |
| Carvalho 2'33’, 38'42’ Borsato 7'50’, 9'33’, 19'59’, 29'58’ Rocchigiani 16'25’ Jelavić 26'41’ | Marcatori | 26'21’ Fozzi 36'54’ Vagner 37'29’ (t.l.) Silon |

| Arbitri: | Marco Gallinella (Foligno) Luca Moscone (L’Aquila) |
| Crono:   | Dario Parastesh (Ostia Lido)                       |

|                                                                                               |           |                                                                                |
| Leandri 2'46’ Siqueira 11'39’, 36'45’ Parisi 15'53’ (t.l.) Lemos 18'32’ Batata 20'15’, 21'37’ | Marcatori | 4’ Brancher 11'29’, 31'38’ Pichí 14’ (aut.) Tres 22'46’ Concato 31'47’ Houenou |

| Arbitri: | Davide De Ninno (Varese) Stefano Pasquino (Nichelino) |
| Crono:   | Giacomo Voltarel (Treviso)                            |

|                                     |           |                                                      |
| Pedrinho 3'10’ Resner 9'05’, 23'50’ | Marcatori | 5'03’, 36'52’ Renan 32'20’ Luciano 38'48’ L. Pizzoli |

| Arbitri: | Antonino Tupone (Lanciano) Massimiliano Palombi (Avezzano) Michele Desogus (Cagliari) |

|                                                     |           |                                                   |
| Escobar 14'25’ González 26'32’ Asquer 38'06’ (t.l.) | Marcatori | 14’ (aut.) Keko 18'19’, 20'19’ Collar 33'20’ Keko |

| Arbitri: | Giovanni Colombin (Tivoli) Paride Botter (Venezia) |
| Crono:   | Pasquale Caruso (Messina)                          |

|                                                                                           |           |                         |
| Crema 15'09’ Mancuso 26'36’ Rossi 30'51’, 39'39’ Chimanguinho 31'15’, 39'15’ Braga 36'07’ | Marcatori | 29'50’ (aut.) Dominioni |

| Arbitri: | Tullio Graziano (Palermo) Giacomo Allotta (Torino) |
| Crono:   | Ivo Colangeli (Aprilia)                            |

|                                |           |                                                                                       |
| Dall'Onder 12'46’ Salvi 25'32’ | Marcatori | 8'28’, 33'39’ Ugherani 9'31’ Cutrupi 21'12’ Barra 37'42’ (t.l) Fred 39'44’ Gattarelli |

| Arbitri: | Fabrizio Andolfo (Ercolano) Enrico Pagano (Torre Annunziata) |
| Crono:   | Pietro Vallone (Crotone)                                     |

|                                                                        |           |                                  |
| Pizetta 1'12’ (aut.) Pizetta 17'01’ Scervino 29'45’, 33'35’ Moraes 39’ | Marcatori | 31'26’ Dell'Olio 38'01’ Solidoro |

| Arbitri: | Gennaro Cefalà (Lamezia Terme) Luca Petrillo (Catanzaro) |
| Crono:   | Michele Schillaci (Enna)                                 |

|                                               |           |                                        |
| Vega 1'40’, 17’ Sánchez 9’ Amoedo 26’, 33'55’ | Marcatori | 29’ Rinaldin 38'20’ Muoio 39'30’ Dener |

### Secondo turno
L'abbinamento delle squadre è stato predeterminato all'inizio della stagione. Gli incontri del secondo turno si sono disputati il 10 e il 14 febbraio 2018.
| Arbitri: | Alessandro Ghetti (Bologna) Gaspare Asaro (Roma 2) |
| Crono:   | Davide Sallese (Vasto)                             |

|                                                                |           |               |
| Paulinho 17'15’, 25'46’ Jelavić 26'03’, 37'43’ Galliani 34'50’ | Marcatori | 34'24’ Batata |

| Arbitri: | Marco Gallinella (Foligno) Francesco Paolo Spinazzola (Barletta) |
| Crono:   | Fabio Loni (Cagliari)                                            |

|                                                           |           |                     |
| G. Mura 12'28’ Bonfin 12'57’ Ruggiu 27'51’ Zanatta 35'31’ | Marcatori | 36'20’ (t.l.) Renan |

| Arbitri: | Matteo Ariasi (Pescara) Fabrizio Schirripa (Reggio Calabria) |
| Crono:   | Nicolò Leanza (Acireale)                                     |

|                                                                                |           |  |
| Zanchetta 1'03'’ (rig.) Crema 1'29’ J. Ruiz 22'40’ Mancuso 39'01’ Braga 39'33’ | Marcatori |  |

| Arbitri: | Daniele Intoppa (Roma 2) Luca Micheli (Frosinone) |
| Crono:   | Salvatore Cucuzzella (Ragusa)                     |

|                                                                                            |           |                         |
| Vega 8’, 17'30’ C. Musumeci 9’, 10’, 27'30’ Sánchez 17’, 30’ Dalcin 28’ La Rosa 32’ (rig.) | Marcatori | 27’ Delpizzo 39’ Moraes |

## Fase finale
La fase finale si svolgerà il 17 e il 18 marzo presso il PalaJonio di Augusta. Gli accoppiamenti sono stati determinati tramite sorteggio, abbinando una squadra del girone A con una del girone B.

### Tabellone
|  | Semifinali | Semifinali | Semifinali |          |      | Finale | Finale | Finale |  |
|  |            |            |            |          |      |        |        |        |  |
|  | Civitella  | Civitella  | 2          |          |      |        |        |        |  |
|  | Civitella  | Civitella  | 2          |          |      |        |        |        |  |
|  | Meta       | Meta       | 3          |          |      |        |        |        |  |
|  | Meta       | Meta       | 3          |          | Meta | Meta   | 0      |        |  |
|  |            |            |            |          | Meta | Meta   | 0      |        |  |
|  |            |            | Maritime   | Maritime | 5    |        |        |        |  |
|  | Sestu      | Sestu      | Maritime   | Maritime | 5    | 1      |        |        |  |
|  | Sestu      | Sestu      |            |          |      |        |        |        |  |
|  | Maritime   | Maritime   | 4          |          |      |        |        |        |  |

### Risultati

#### Semifinali
| Arbitri: | Mirco Rossini (Firenze) Luca Petrillo (Catanzaro) |
| Crono:   | Bartolomeo Burletti (Ragusa)                      |

|                                   |           |                                                            |
| Carvalho 34'28'’ Paulinho 35'08'’ | Marcatori | 16'31'’, 38'09'’ (t.l.) C. Musumeci 17'11'’ (rig.) La Rosa |

| Arbitri: | Fabrizio Andolfo (Ercolano) Marco Di Filippo (Teramo) |
| Crono:   | Francesco Paolo Buscemi (Enna)                        |

|                |           |                                                        |
| Bonfin 17'04'’ | Marcatori | 1'17'’, 27'19'’ Lemine 22'58'’ Mancuso 35'29'’ J. Ruiz |

#### Finale
| Arbitri: | Nicola Acquafredda (Molfetta) Massimo Tariciotti (Ciampino) Fabio de Pasquale (Marsala) |
| Crono:   | Massimo Seminara (Palermo)                                                              |

| |            | |
| | Marcatori  | 8'21'’ Crema 13'47'’ Zanchetta 17'36'’, 38'05'’ Mancuso 34'31'’ Lemine |
| · Sebastiano Tornatore · Jean Schacker · David Sanchez · Jacobo Amoedo · Carmelo Musumeci · Andrea Coco · Giovanni Messina · Maurizio Silvestri · Francesco Lo Cicero · Alejandro La Rosa · Alejandro Vega · Eduardo Dalcin | Formazioni | Carlos Dal Cin Márcio Zanchetta Manoel Crema Alejandro Lemine José Ruiz Lorenzo Manservigi Filipe Follador Luca Rossi Davide Spampinato Mancuso Pedro Guedes Lucas Da Silva Braga |
| Salvatore Samperi | Allenatori | Miki |

## Classifica marcatori
| Gol |  |  | Giocatore             | Squadra      |
| --- |  |  | --------------------- | ------------ |
| 5   |  |  | Mancuso               | Maritime     |
| 5   |  |  | Carmelo Musumeci      | Meta         |
| 4   |  |  | Luiz Henrique Borsato | Civitella    |
| 4   |  |  | Alejandro Vega        | Meta         |
| 3   |  |  | Batata                | Orte         |
| 3   |  |  | Toni Jelavić          | Civitella    |
| 3   |  |  | Renan                 | Olimpus Roma |
| 3   |  |  | David Sánchez         | Meta         |
| 3   |  |  | Alejandro Lemine      | Maritime     |
| 3   |  |  | Gabriel Carvalho      | Civitella    |
| 3   |  |  | Paulinho              | Civitella    |
| 3   |  |  | Manoel Crema          | Maritime     |

| Gol |  |  | Giocatore          | Squadra          |
| --- |  |  | ------------------ | ---------------- |
| 2   |  |  | Jacobo Amoedo      | Meta             |
| 2   |  |  | Lucas Braga        | Maritime         |
| 2   |  |  | Chimanguinho       | Maritime         |
| 2   |  |  | Edgar Collar       | Atlante Grosseto |
| 2   |  |  | Pichí              | Arzignano        |
| 2   |  |  | Thiago Resner      | Carrè Chiuppano  |
| 2   |  |  | Luca Rossi         | Maritime         |
| 2   |  |  | Francesco Scervino | Odissea 2000     |
| 2   |  |  | João Luiz Siqueira | Orte             |
| 2   |  |  | Gabriele Ugherani  | Lido di Ostia    |
| 2   |  |  | Alejandro La Rosa  | Meta             |
| 2   |  |  | José Ruiz          | Maritime         |
| 2   |  |  | Márcio Zanchetta   | Maritime         |